# Treben
Treben es un municipio situado en el distrito de Altenburger Land, en el estado federado de Turingia (Alemania), a una altitud de 150 metros. Su población a finales de 2016 era de unos 1200 habitantes y su densidad poblacional, 180 hab/km².
Se encuentra junto a la frontera con el estado de Sajonia. Dentro del distrito, el municipio está asociado a la mancomunidad (Verwaltungsgemeinschaft) de Pleißenaue, cuya sede administrativa se ubica en la propia localidad de Treben. En la propia localidad de Treben vive algo menos de la mitad de la población del municipio, ya que el resto de la población se reparte entre varias pedanías: Lehma, Plottendorf, Primmelwitz, Serbitz y Trebanz. Estas pedanías eran antiguos municipios cuyos territorios fueron incorporándose al término municipal de Treben en un proceso de reforma territorial que abarcó desde 1950 hasta 2008.
Se conoce su existencia desde 1181, cuando se menciona como una localidad sorbia. En documentos de 1329 ya se menciona la existencia del castillo local, que probablemente se construyó inicialmente como un castillo de foso y fue más tarde sustituido por el actual palacete de 1543. Antes de la unificación de Turingia en 1920, la localidad perteneció al ducado de Sajonia-Altemburgo.